# Glypthelmis
Glypthelmis är ett släkte av plattmaskar. Glypthelmis ingår i familjen Macroderoididae.
Kladogram enligt Catalogue of Life:
| Glypthelmis | \| \| Glypthelmis hyloreus \| \| \| \| \| \| Glypthelmis quieta \| \| \| \| |
|             | \| \| Glypthelmis hyloreus \| \| \| \| \| \| Glypthelmis quieta \| \| \| \| |
|             | Alloglossidium                                                              |
|             |                                                                             |
|             | Alloglossoides                                                              |
|             |                                                                             |
|             | Alloglyptus                                                                 |
|             |                                                                             |
|             | Haplometrana                                                                |
|             |                                                                             |
|             | Hirudicolotrema                                                             |
|             |                                                                             |
|             | Hylotrema                                                                   |
|             |                                                                             |
|             | Macroderoides                                                               |
|             |                                                                             |
|             | Paramacroderoides                                                           |
|             |                                                                             |
|             | Pseudomagnivitellum                                                         |
|             |                                                                             |
|             | Glypthelmis hyloreus                                                        |
|             |                                                                             |
|             | Glypthelmis quieta                                                          |
|             |                                                                             |

|  | Glypthelmis hyloreus |
|  |                      |
|  | Glypthelmis quieta   |
|  |                      |